# Materiał wybuchowy Typ 98
Materiał wybuchowy Typ 98 – japoński materiał wybuchowy używany w okresie II wojny światowej. Został przyjęty na wyposażenie około 1938 roku (według kalendarza japońskiego w 2598 roku, stąd oznaczenie „Typ 98”).
Składał się w 60% z trinitroanizolu (TNA) i 40% z dipikryloaminy (HNDA), miał kolor żółty. Używany był w bombach lotniczych i torpedach używanych przez Japońską Cesarską Marynarkę Wojenną.
Prędkość detonacji materiału wynosi 7100 m/s.